# وكالة أنباء الإمارات
وكالة أنباء الإمارات (وام) هي الوكالة الرسمية لدولة الإمارات العربية المتحدة. تأسست في نوفمبر عام 1976 بقرار وزاري، وبدأت النشر في 18 يونيو 1977.
تبث وكالة أنباء الإمارات بثمان لغات وهي: العربية والإنجليزية والفرنسية والإسبانية والبرتغالية والصينية والروسية والأوردية على مدار 24 ساعة يومياً. وهي عضو في اتحاد وكالات الأنباء العربية واتحاد وكالات أنباء دول منظمة التعاون الإسلامي واتحاد وكالات الأنباء الآسيوية.
ترتبط وكالة أنباء الإمارات باتفاقيات للتعاون والتبادل الإخباري مع معظم الوكالات العربية والدولية منها وكالة السودان للأنباء، برناما (ماليزيا)، شينخوا (الصين)، وكالة الأنباء الكويتية، بترا (الأردن)، وكالة الأنباء الإندونيسية، ووكالة سبأ للأنباء ( اليمن). ومنذ عام 2012، تتعاون الوكالة أيضًا مع وكالة الأناضول (تركيا). كما أطلقت وكالة أنباء الإمارات خدمة اللغة العبرية في أبريل 2021.

## التغطية الإخبارية
تتولى وكالة أنباء الإمارات التغطية الإخبارية للأحداث المحلية والدولية الخاصة بدولة الإمارات العربية المتحدة.

## التغطية الإعلامية التلفزيونية والفوتوغرافية
تتولى وكالة أنباء الإمارات التغطية الإخبارية المصورة فوتوغرافيًا وتلفزيونيًا، وتوزعها ضمن خدماتها هذه على الصحف ومحطات الإذاعة والتلفزيون إضافة لتغطية أنشطة الوفود الرسمية للدولة في المؤتمرات والاجتماعات المحلية والإقليمية والدولية التي تشارك فيها الدولة.

## وصلات خارجية
- الموقع الرسمي لوكالة أنباء الإمارات